# Standbeeld van Ambiorix

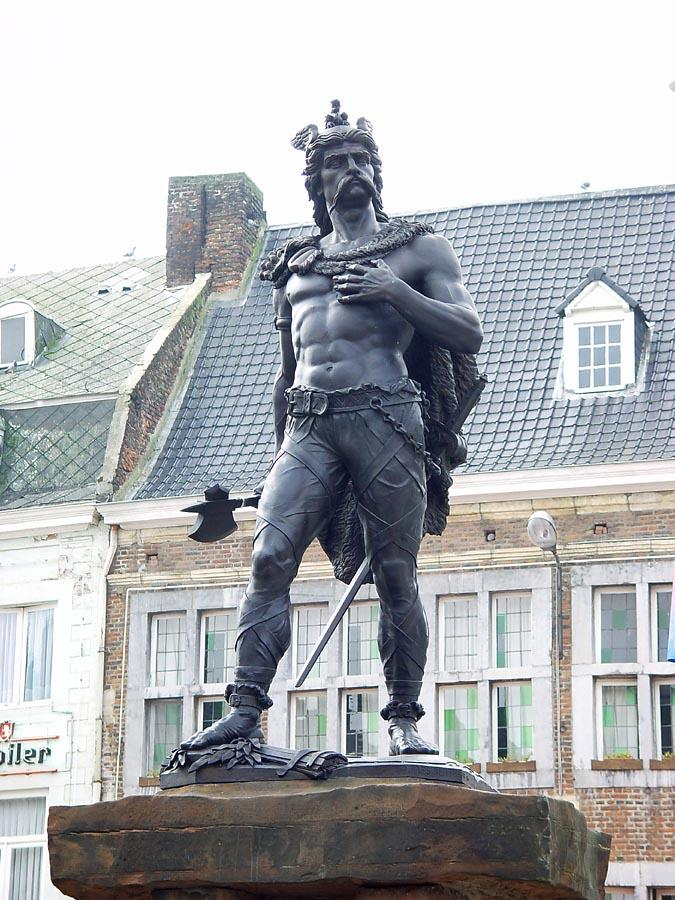
Standbeeld van Ambiorix

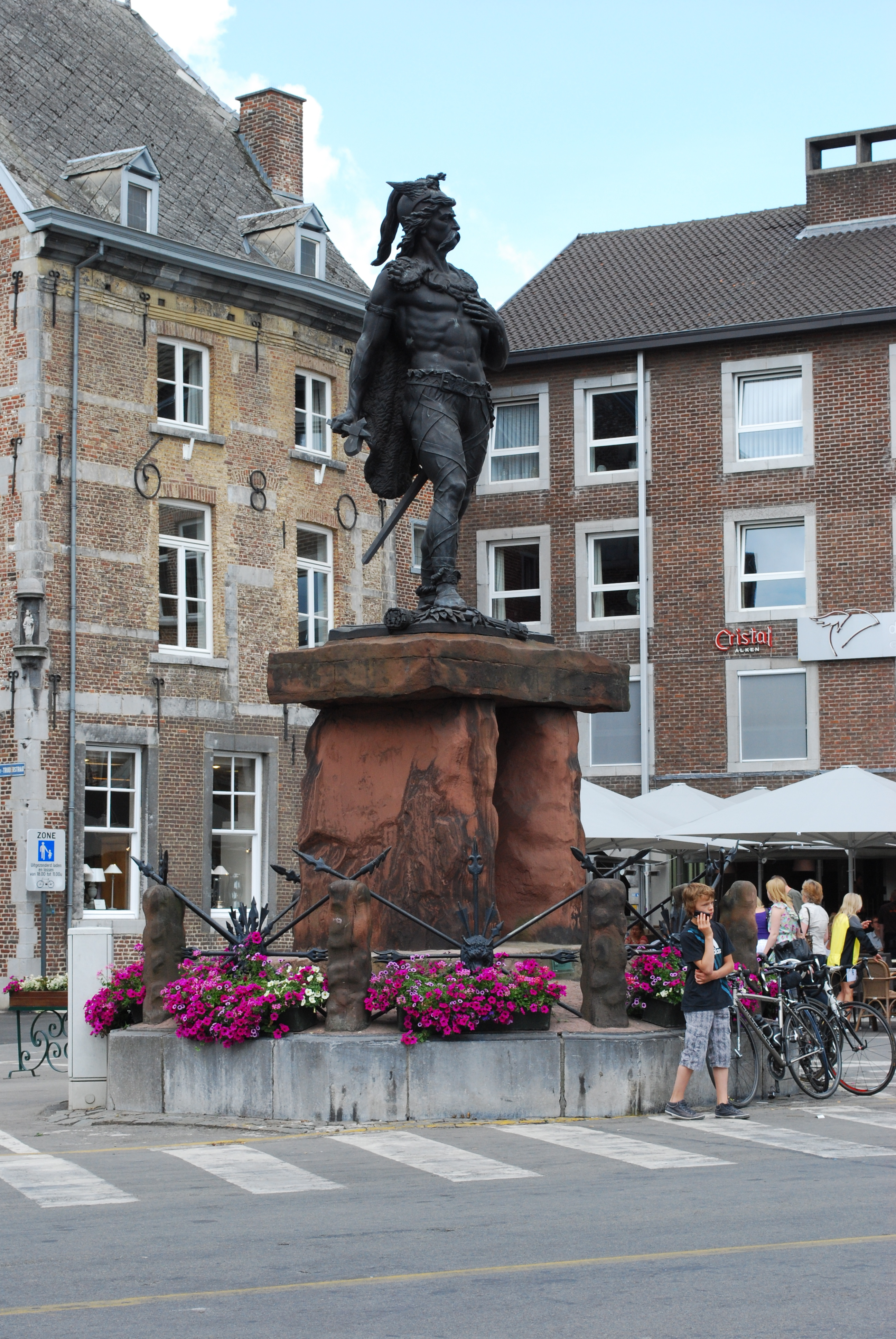
Het anachronistische hunnebed als sokkel

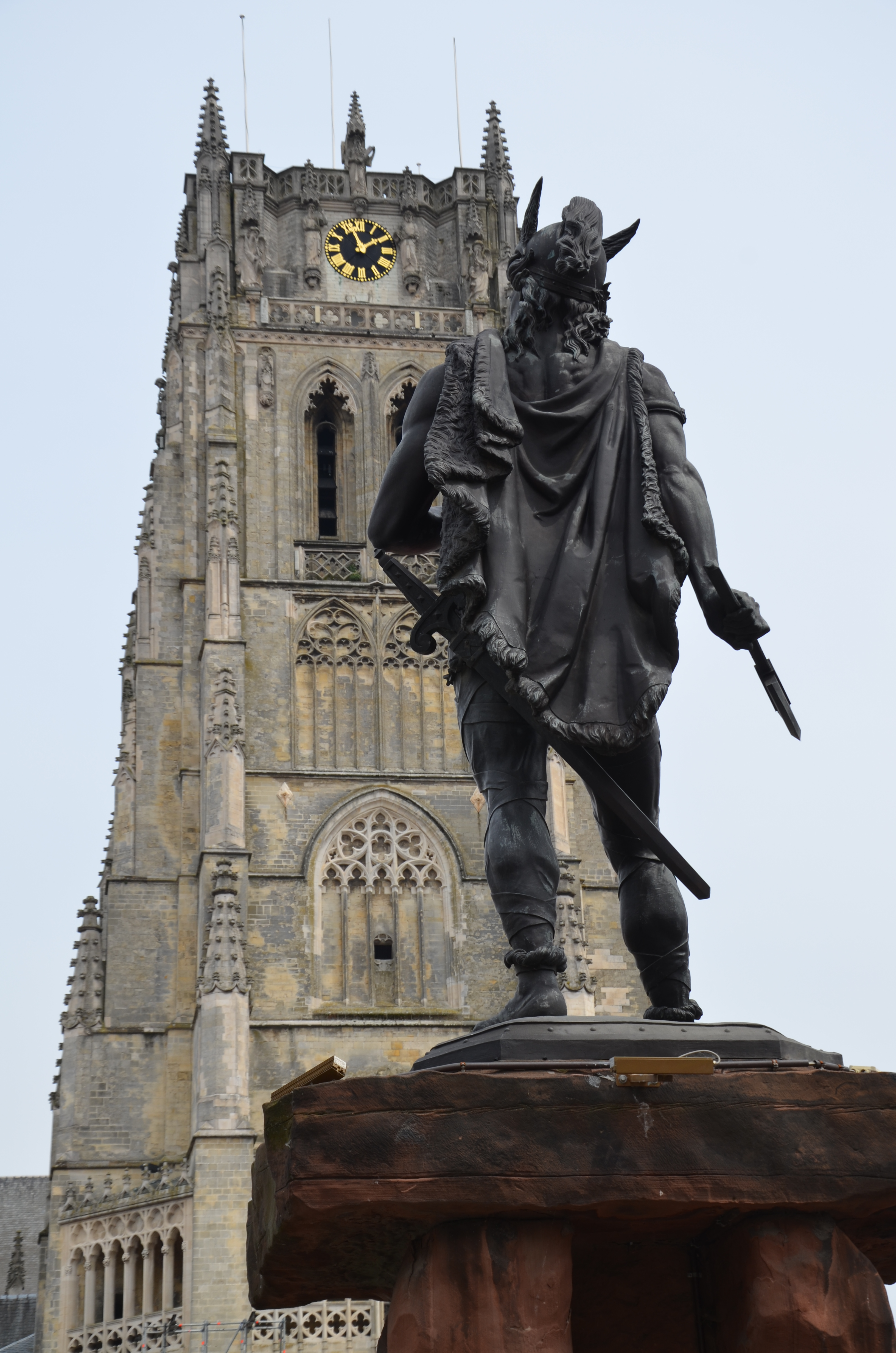
De Onze-Lieve-Vrouwebasiliek en het standbeeld van Ambiorix

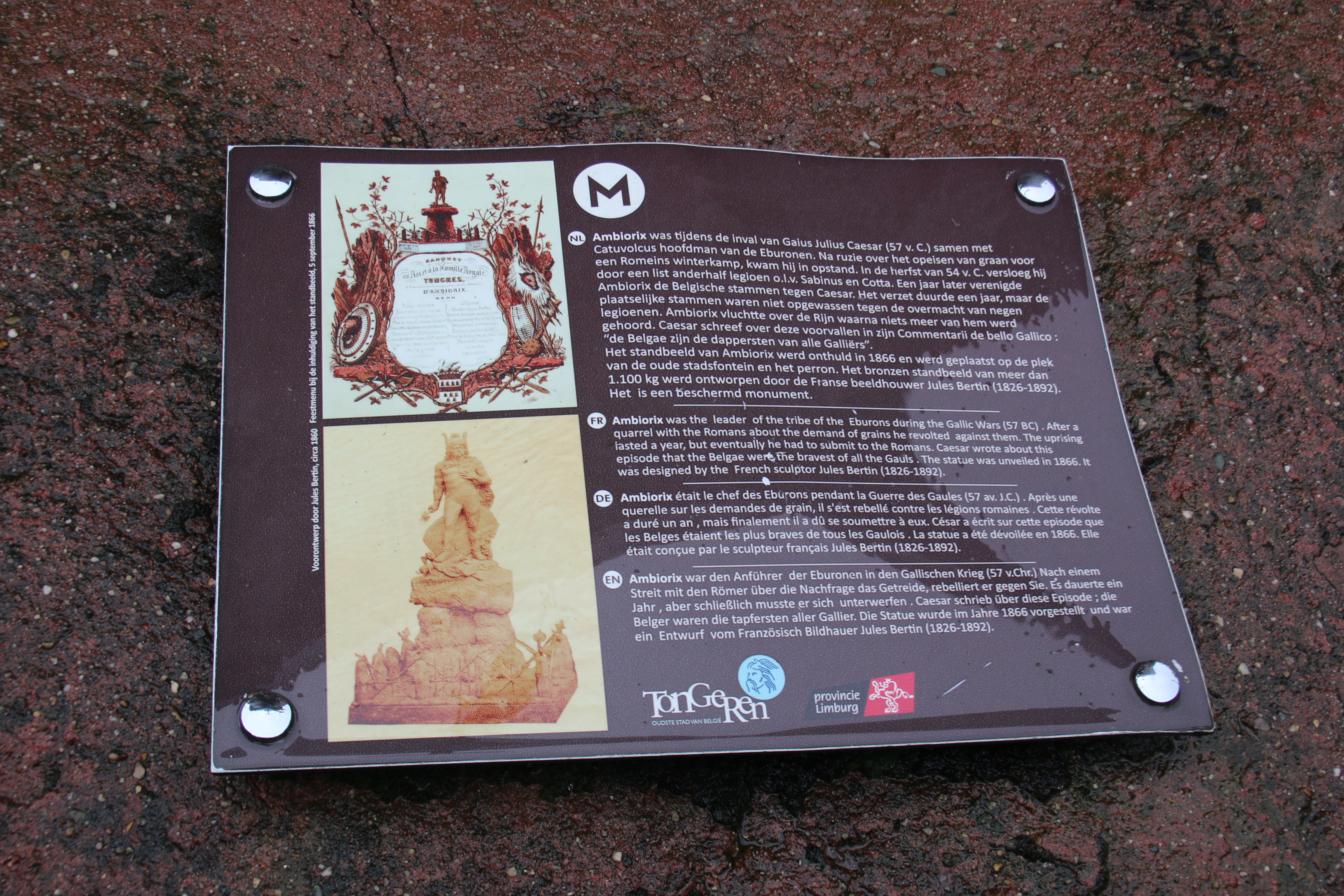
Infobord

Het standbeeld van Ambiorix is een standbeeld van Ambiorix op de Grote Markt in de Belgische stad Tongeren. Het beeld is gemaakt door Jules Bertin en werd opgericht in 1866.

## Geschiedenis
De dichter Joannes Nolet de Brauwere van Steeland vestigde in 1841 met een lyrisch epos de aandacht op Ambiorix.
In 1860 besloot de Tongerse gemeenteraad, op verzoek van het toenmalig Tongers Oudheidkundig Genootschap, een subsidie aan te vragen voor de oprichting van een standbeeld van Ambiorix. Deze subsidie werd in 1865 toegestaan. De totale prijs werd geraamd op 35.000 Fr waarvan de Belgische Staat 21.650 Fr ten laste zou nemen. Het verschil zou door de Provincie Limburg en de stad Tongeren bijgelegd worden.
De opdracht voor het beeld werd gegeven aan de op dat ogenblik in Tongeren wonende Franse kunstenaar Jules Bertin die het kunstwerk onder de artistieke leiding van Guillaume Geefs voltooide in 1866. In 1890 zou Bertin nog een standbeeld voor de opvolger van Ambiorix in de Gallische geschiedenis creëren, "Vercingetorix". Dit beeld was het spiegelbeeld van het Tongers Ambiorixstandbeeld en stond in Saint-Denis, maar werd tijdens de Tweede Wereldoorlog vernietigd.
Het beeld werd geplaatst op de Grote Markt van Tongeren, op de plaats waar vroeger het perron stond, en staat op een natuurstenen voetstuk van 3 meter hoog dat in de vorm van een prehistorische dolmen gebouwd werd.
Het standbeeld werd officieel onthuld op 5 september 1866, in aanwezigheid van Zijne Majesteit Koning Leopold II en zijn echtgenote Koningin Marie-Henriëtta.
De adelaar verdween in 1965 door toedoen van een groep aangeschoten studenten. Een van hen was op het beeld geklommen, verloor zijn grip en deed de adelaar afbreken in zijn val. Hij werd meer dan een halve eeuw later gerecupereerd en teruggeplaatst.

## Beschrijving van het standbeeld
Ambiorix wordt voorgesteld als een besnorde krijger die een lauwerkrans en Romeinse roedenbundels vertrapt terwijl hij een adelaar in bedwang houdt (zoals alle legioenen had het vernietigde Legio XIV een aquila als standaard). De bronzen figuur brengt de linkerhand naar de borst en is gewapend met in de rechterhand een strijdbijl en aan zijn gordel een zwaard. Hij draagt "Keltische" kledij, waaronder een helm met vleugels en een draakje. Nog anachronistischer is het voetstuk in de vorm van een prehistorische dolmen. De omheining is gedecoreerd met speren, everzwijnhoofden en pijlen.
Technisch:
- Grootte van het beeld (gemeten vanop de sokkel): 390 cm
- Massa: 1100 kg
- Metaal: Brons (89% rood koper + 11 % tin)
- Sokkel: Rode Luxemburgse steen (ijzerhoudende zandsteen)

## Restauratie
Tijdens een technisch onderzoek in 1991 bleek dat het standbeeld niet meer stevig op zijn sokkel stond. Het beeld zelf bleek nog in goede toestand te verkeren, maar het voor de stabiliteit noodzakelijk tussenliggend loodblad was volledig verdwenen en de verankeringspunten waren eveneens volledig weggeroest.
Bij Ministerieel Besluit van 17 juni 1992 werd het standbeeld voor bescherming vatbaar verklaard. Op 1 december 1992, na 126 jaar in weer en wind gestaan te hebben, werd het bronsgroene beeld daarop van zijn voetstuk gehaald voor een grondig onderzoek en restauratie. Het werd eerst overgebracht naar de plaatselijke kazerne voor verder onderzoek. De onderzoeken en de administratieve procedures duurden tot in 1994. Op 17 maart van dat jaar werd het beeld uiteindelijk overgebracht naar een gespecialiseerd Brussels bedrijf. Enkele maanden later, op 8 juli 1994, werd het volledig gerestaureerd, maar nu in een zwarte kleur, terug op zijn sokkel gezet.
De restauratie, voor 80% gesubsidieerd, kostte 912.000 bef. (circa 22.600 €).